# Požarje
Požarje je naselje v Občini Zagorje ob Savi.